# Pieria (albedo)
Pieria és una característica d'albedo a la superfície de Mercuri, localitzada amb el sistema de coordenades planetocèntriques a 0 ° latitud N i 270 ° longitud E. El nom va ser aprovat per la UAI l'any 1976 i fa referència a una característica d'albedo del quadrangle Derain (H-10).